# Hert van Pompon
Het Hert van Pompon, officieel Le grand cerf, is een beeldhouwwerk in de Nederlandse stad Arnhem van de Franse beeldhouwer Pompon. 

## Achtergrond
François Pompon (1855-1933) woonde en werkte als beeldhouwer in Parijs, vanaf 1890 als hoofd van het atelier van Auguste Rodin. Na 1905 maakte Pompon vooral dierfiguren. Hij was een vertegenwoordiger van een classicistische stroming in de beeldhouwkunst. Hij koos, in tegenstelling tot bijvoorbeeld Rodin, voor een meer statische, empirische benadering van zijn onderwerp, waarbij het niet gaat "om de bewogenheid van de vorm in licht en schaduw maar om de vorm zelf: de rustige ronding, de strakheid en het gesloten volume." Tijdens de Salon d'Automne in 1929 in Parijs toonde hij zijn beeld van een statig hert. Pompon overleed een aantal jaren later. Erkenning voor zijn kunst kwam vooral na zijn dood. 
Arnhem
In 1939 werd in het Stedelijk Museum Amsterdam de tentoonstelling Rondom Rodin gehouden, waarbij aandacht werd geschonken aan een eeuw Franse beeldhouwers, onder wie Rodin, Joseph Csaky, Jane Poupelet, Raymond Martin en Ossip Zadkine. Ook het Hert van Pompon werd hier getoond. Het hert was opnieuw in Nederland te zien tijdens de tweede editie van Sonsbeek (1952), een internationale beeldententoonstelling in het Park Sonsbeek in Arnhem. In juni 1953 werd door de gemeenteraad van Arnhem besloten het hert aan te kopen voor de stad en te plaatsen op het vernieuwde Willemsplein, tegenover restaurant Royal. Het exemplaar op Sonsbeek kwam uit het Parijse Musée d'art moderne. 
In overleg met de erfgenamen van Pompon werd voor Arnhem een nieuw bronzen afgietsel gemaakt van het originele, gipsen ontwerp. Het hert in Arnhem is het 11e afgietsel van het beeld. Het dier werd met behulp van de zandgietmethode in brons gegoten bij Susse Frères in Arcueil, een voorstad van Parijs. Voor het beeld op transport ging, werd het beoordeeld door A.J. de Lorm, directeur van het Arnhems Gemeentemuseum. Het werd per open vrachtwagen naar Arnhem vervoerd en kwam daar op 8 januari 1954 aan. Het bronzen beeld werd geplaatst op een eenvoudige, natuurstenen sokkel. Burgemeester Matser en de Franse ambassadeur Jean Paul Garnier onthulden het beeld op 21 januari 1954 door de Nederlandse en Franse vlaggen van het beeld af te nemen. Twee plaquettes op de sokkel herinneren in het Frans en Nederlands aan de onthulling: 

Dit hert van de Franse beeldhouwer - 1855 François Pompon 1933 - werd geplaatst op 21 januari 1954 door de heer Ch.G. Matser, burgemeester van Arnhem, in aanwezigheid van zijne excellentie J.P. Garnier, ambassadeur van Frankrijk in Nederland

In de volksmond kreeg het dier de bijnaam 'de Bok van de Boer', naar Roelf W. Boer, de directeur van het Royal. Het beeld is meerdere malen verplaatst.

## Foto's

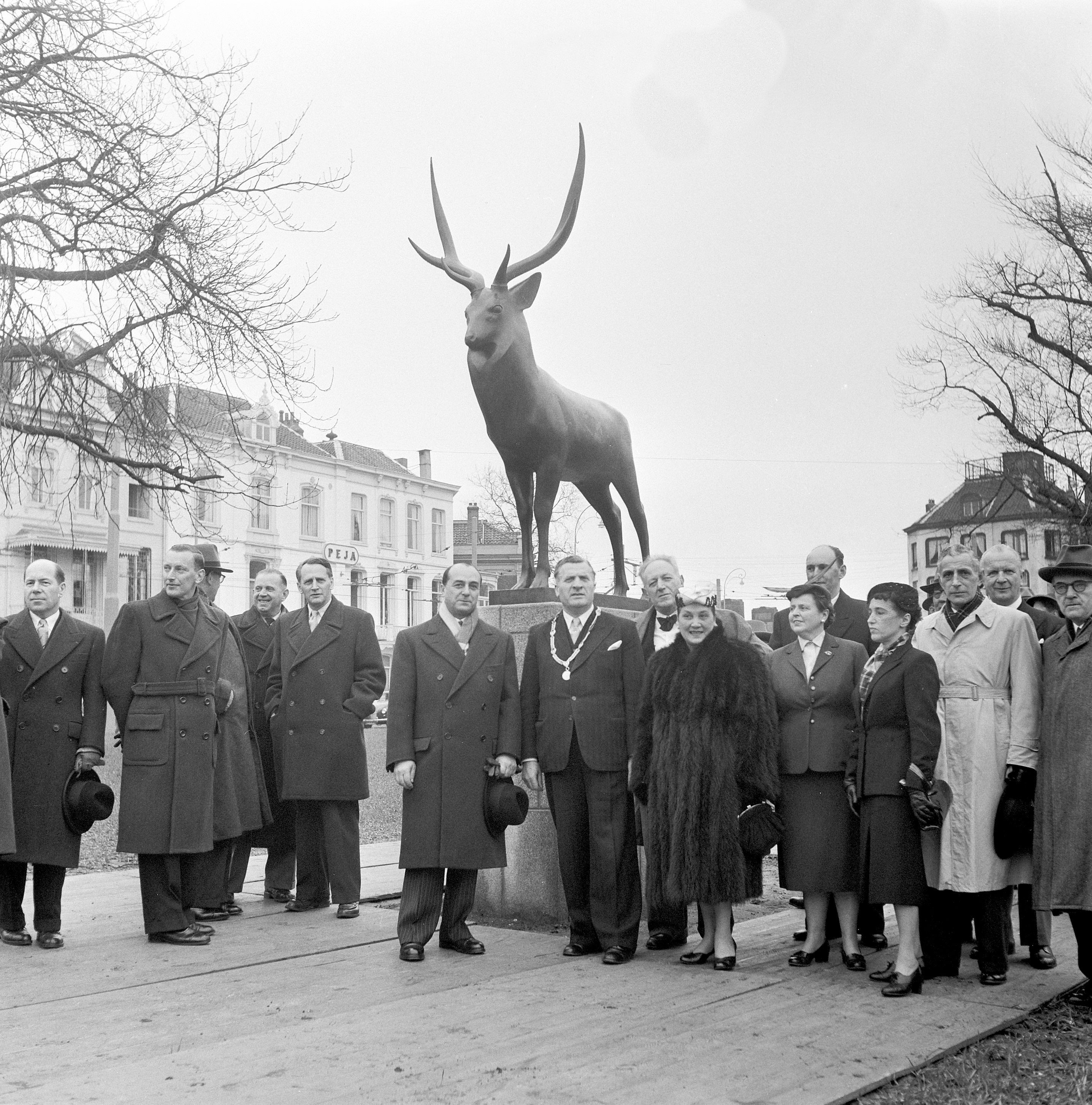
De Franse ambassadeur Jean Paul Garnier en burgemeester Matser bij de onthulling
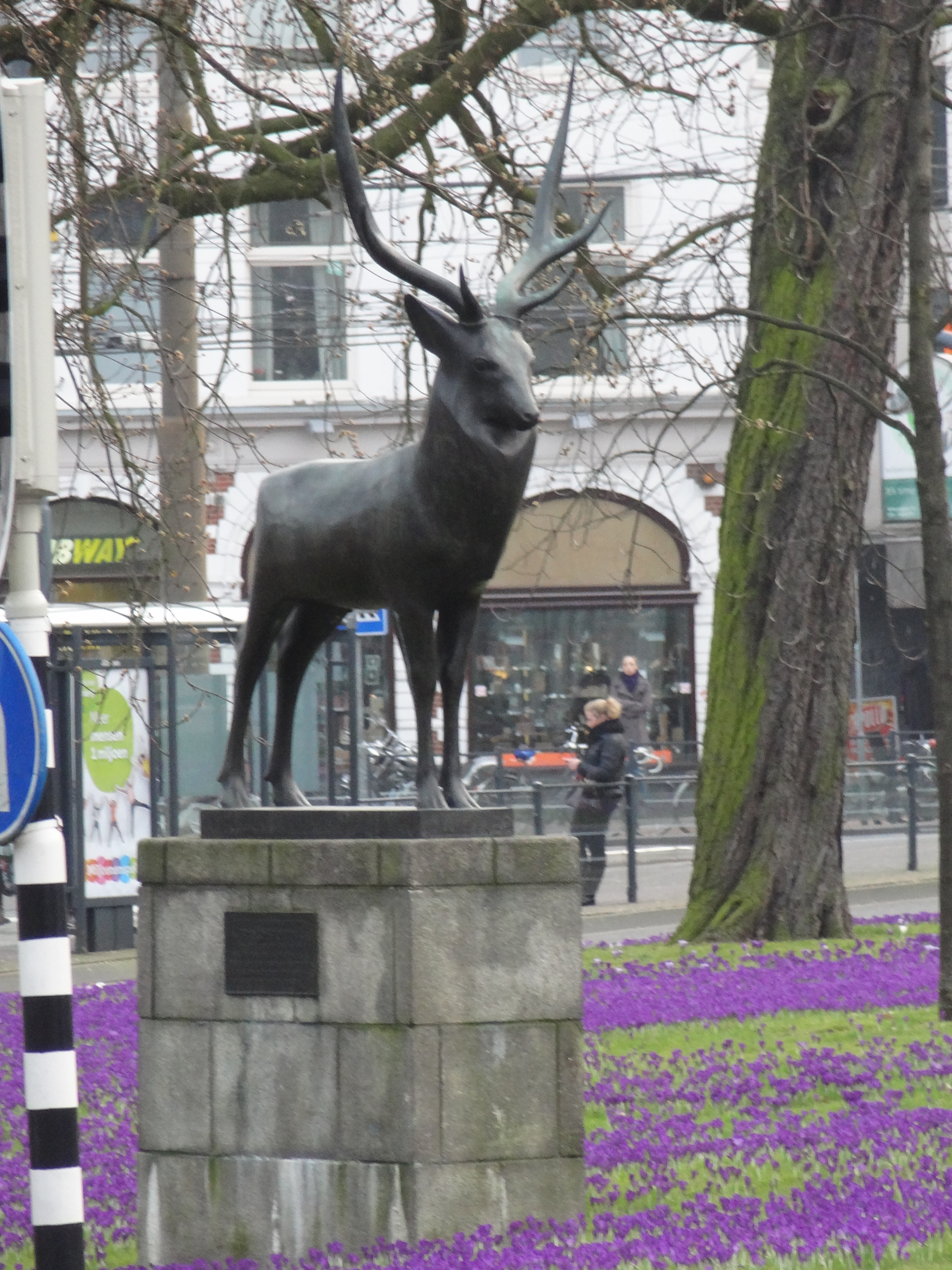
Het Hert van Pompon in 2012
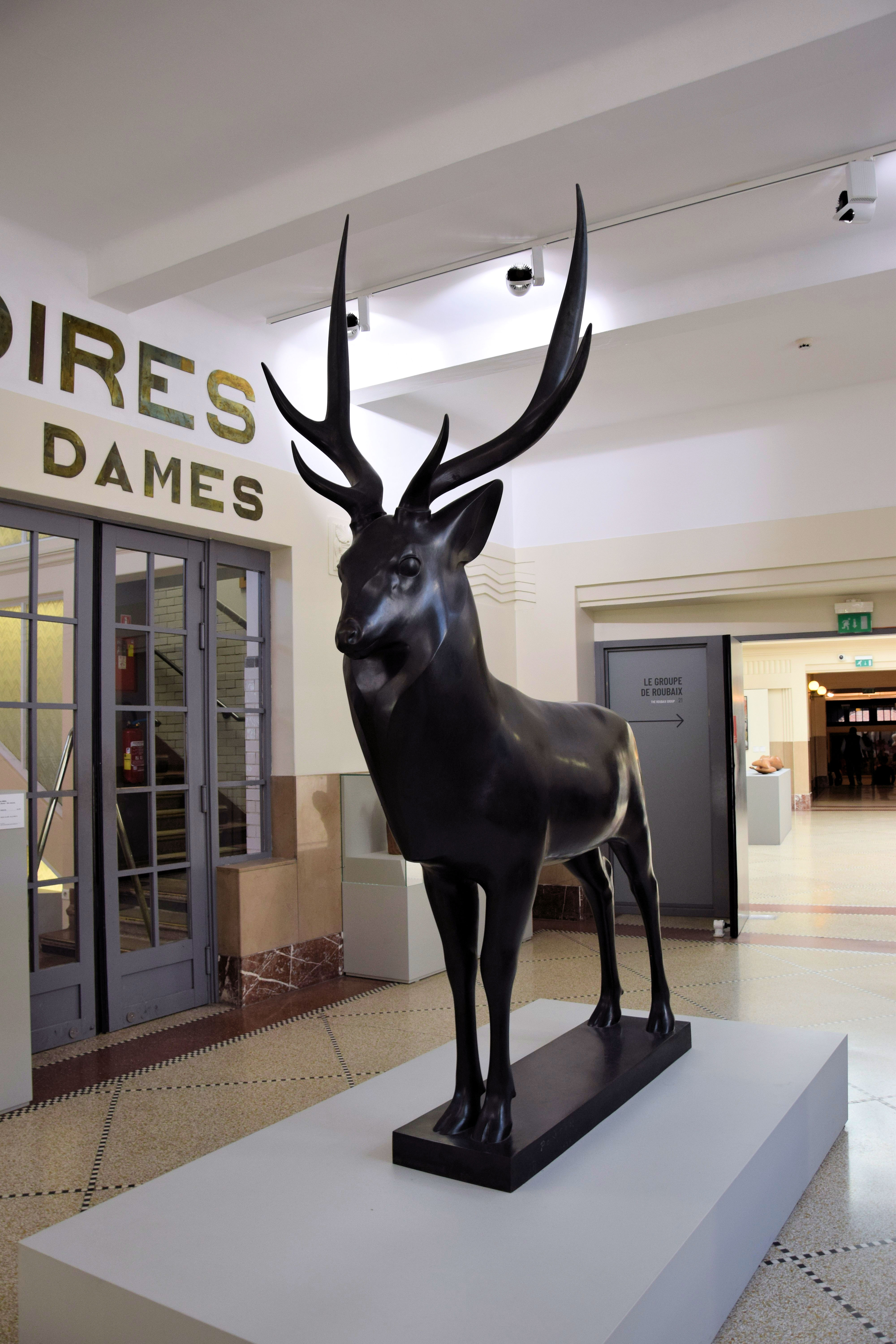
Exemplaar van het werk in La Piscine, musée d'art et d'industrie, in Roubaix.